# Підлісні Чурачики
Підлі́сні Чура́чики (рос. Подлесные Чурачики, чув. Вăрманхĕрри Чурачăк) — присілок у складі Комсомольського району Чувашії, Росія. Входить до складу Сюрбей-Токаєвського сільського поселення.
Населення — 465 осіб (2010; 460 у 2002).
Національний склад:
- чуваші — 99 %